# Break on Through (To the Other Side)
Singles de The Doors
Light My Fire
(1967)
Pistes de The Doors
Soul Kitchen
Break on Through (To the Other Side) est une chanson des Doors, qui ouvre le premier album du groupe.

## Dans la culture

### Au cinéma
Sauf indication contraire, les informations mentionnées dans cette section peuvent être confirmées par le générique de fin de l'œuvre audiovisuelle présentée ici, ainsi que par la base de données cinématographiques IMDb,  présente dans la section « Liens externes ».
- 1994 : la chanson figure dans Forrest Gump de Robert Zemeckis, aux côtés de Hello, I Love You et People Are Strange, pendant les scènes où Forrest joue au ping pong.
- 1999 : Ceux qui m'aiment prendront le train de Patrice Chéreau - musiques additionnelles.
- 2005 : Jarhead : La Fin de l'innocence de Sam Mendes.

### Dans le jeu vidéo
- 2004 : Tony Hawk's Underground 2, développé par Neversoft et publié par Activision - Musique d'introduction et bande son.
- 2005 : une version remixée par BT figure dans le jeu Burnout Revenge.
- 2010 : Rock Band 3